# Novodubîșce, Krasîliv
Novodubîșce (în ucraineană Новодубище) este un sat în comuna Volîțea din raionul Krasîliv, regiunea Hmelnîțkîi, Ucraina.

## Demografie
Componența lingvistică a localității Novodubîșce
     Ucraineană (98,89%)
     Rusă (1,11%)
Conform recensământului din 2001, majoritatea populației localității Novodubîșce era vorbitoare de ucraineană (98,89%), existând în minoritate și vorbitori de rusă (1,11%).